# Alfredo Figueredo
Alfredo Figueredo Ricardo, född 15 april 1952, är en kubansk före detta volleybollspelare.
Figueredo blev olympisk bronsmedaljör i volleyboll vid sommarspelen 1976 i Montréal.